# キャサリン・ソフィ・ドライア

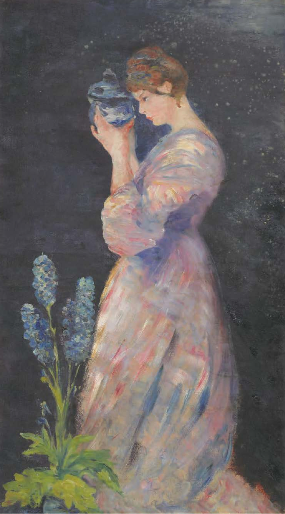
"The Blue Bowl" 1913年のアーモリーショー出展作

キャサリン・ソフィ・ドライア（英語: Katherine Sophie Dreier, 1877年9月10日 - 1952年3月29日）はアメリカ合衆国の画家、現代美術の収集家、パトロンである。マルセル・デュシャン、マン・レイとともに、ニューヨークに美術家集団「Société Anonyme Inc.」を設立した。アメリカでヨーロッパの現代美術の普及を図り、多くの作品を収集した。

## 略歴
ニューヨークのブルックリンで生まれた。父親はドイツからの移民で、鉄製品の貿易で成功したビジネスマンであった。5人兄弟の末子で、姉に画家になったドロシア(Dorothea Dreier)や社会運動家として知られるマーガレット(Margaret Dreier Robins)とメアリー(Mary Dreier)がいる。
1895年から1897年までブルックリン美術学校で学んだ後、1900年からプラット・インスティテュートで姉のドロシアに学んだ。1902年に姉のドロシアらと2年ほどヨーロッパを旅して修行した。帰国後、ウォルター・シャーローに学んだ。1907年から第一次世界大戦の始まるまでパリで活動し、ラファエル・コランらに学び、現代美術品の収集家として有名なガートルード・スタインのサロンに招かれ、現代美術について学んだ。帰国後は1916年にウィリアム・グラッケンズやマルセル・デュシャン、マン・レイらと独立芸術家協会（Society of Independent Artists）の創立メンバーとなった。この時知り合ったニューヨーク・ダダの主要なメンバーのデュシャンとレイと1920年に彼女のマンハッタンのアパートを事務所に現代美術の普及を図るために、美術家集団、「Société Anonyme Inc.」を設立した。デュシャンとレイは1920年代にアメリカでの活動を止めてフランスに帰国したが、ドライアはヨーロッパで前衛画家の作品を集め、アメリカでの現代美術の展覧会の開催を続けた。
現代美術の美術館を作るために収集や支援を求める活動を行ったが、美術館の実現は達成できず、収集した作品は1940年代になって美術館に寄贈された。

## 作品

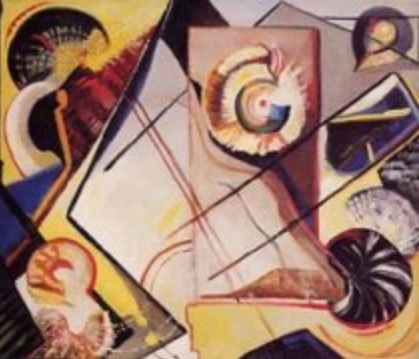
"The Garden" (1918)
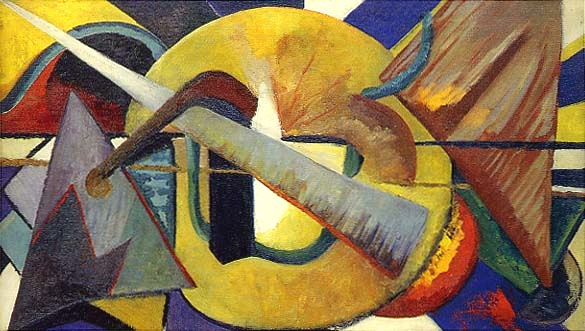